# Stenus arizonae
Stenus arizonae är en skalbaggsart som beskrevs av Thomas Casey. Stenus arizonae ingår i släktet Stenus och familjen kortvingar. Inga underarter finns listade i Catalogue of Life.